# Eruzione di Hatepe
L'eruzione di Hatepe, a volte chiamata eruzione Taupo, fu un'eruzione di tipo pliniano datata verso l'anno 180 d.C., e la più recente eruzione maggiore del vulcano Taupo. È considerata essere l'eruzione più importante degli ultimi 20 000 anni della storia della Nuova Zelanda. Durante l'evento, sono stati eruttati circa 120 km³ di materiale, dei quali 30 km³ in pochi minuti. Si tratta di una delle eruzioni più violente degli ultimi 5000 anni, paragonabile all'eruzione minoica del II millennio a.C., all'eruzione delle Pomici di Avellino e all'eruzione del Tambora del 1815. La cenere dell'eruzione è ritenuta responsabile degli arrossamenti dei cieli sopra Roma e la Cina di quell'anno.
L'eruzione ebbe diverse fasi. Malgrado l'uniformità della composizione del magma eruttato, vi furono diversi tipi di stili eruttivi, con episodi di tipo freato-magmatico debole, di eruzione pliniana e massicci flussi piroclastici. Duomi riolitici si sono formati anni o decadi più tardi, formando le scogliere di Horomatangi ed i banchi di Waitahanui.
La principale colata piroclastica dell'eruzione devastò l'intera area, salendo fino a 1500 m di altezza e superando i Kaimanawa Ranges ed il monte Tongariro, e coprendo il suolo su più di 80 km con ignimbrite. Depositi da tsunami della stessa epoca sono stati individuati sulla costa centrale della Nuova Zelanda, prova che l'eruzione causò maremoti locali, ma possono essere state generate onde molto più diffuse (come quelle osservate dopo l'eruzione del Krakatoa del 1883).
L'eruzione di Hatepe ha ulteriormente esteso il lago che si era formato dopo la molto più grande eruzione di Oruanui di circa 26 500 anni fa. Lo sbocco precedente venne bloccato, innalzando le acque del lago di 35 metri sopra al livello odierno fino a quando non eruppe in un'enorme inondazione, scorrendo per più di una settimana a circa 200 volte il regime attuale del fiume Waikato.
Poiché la Nuova Zelanda non era stata colonizzata dai Maori, la zona era priva di abitanti umani al momento dell'eruzione.

## Datazione
Per molti anni si è creduto, in seguito alle ricerche di Colin J. N. Wilson e altri, che l'eruzione potesse essere datata esattamente al 186. In questo modo, coinciderebbe col fenomeno meteorologico descritto da Fan Ye durante la dinastia Han, in Cina, e quello di Erodiano nell'Impero romano.
Date precedentemente suggerite per l'eruzione di Taupo vanno dal 131 al 233 d.C. La data più antica viene da datazioni al 14C di resti vegetali carbonizzati, ma la datazione offriva una precisione poco affidabile.  Datazioni successiva realizzate da R. Sparks nel 1996 piazzano l'eruzione all'anno 233 ± 13 (95% confidence) sempre usando la tecnica del radiocarbonio.. Però la presenza di resti di carbonio contaminanti nelle acque sotterranee ha suggerito di spostare la data dell'eruzione all'indietro di varie decadi, se non secoli.